# Chiesa di Santa Maria del Prato (Soest)
La chiesa di Santa Maria del Prato (tedesco Sankt Maria zur Wiese o Wiesenkirche) è una delle sei chiese a sala della città di Soest in Vestfalia (Germania).
Stessa chiesa di architettura gotica è un dei esempi più belli di stesso tipo d'architettura. Non molto più lungo che largo, c'e un esempio del "quadrante vestfalico" (Westfälisches Quadrat).

## Storia dell'edificio

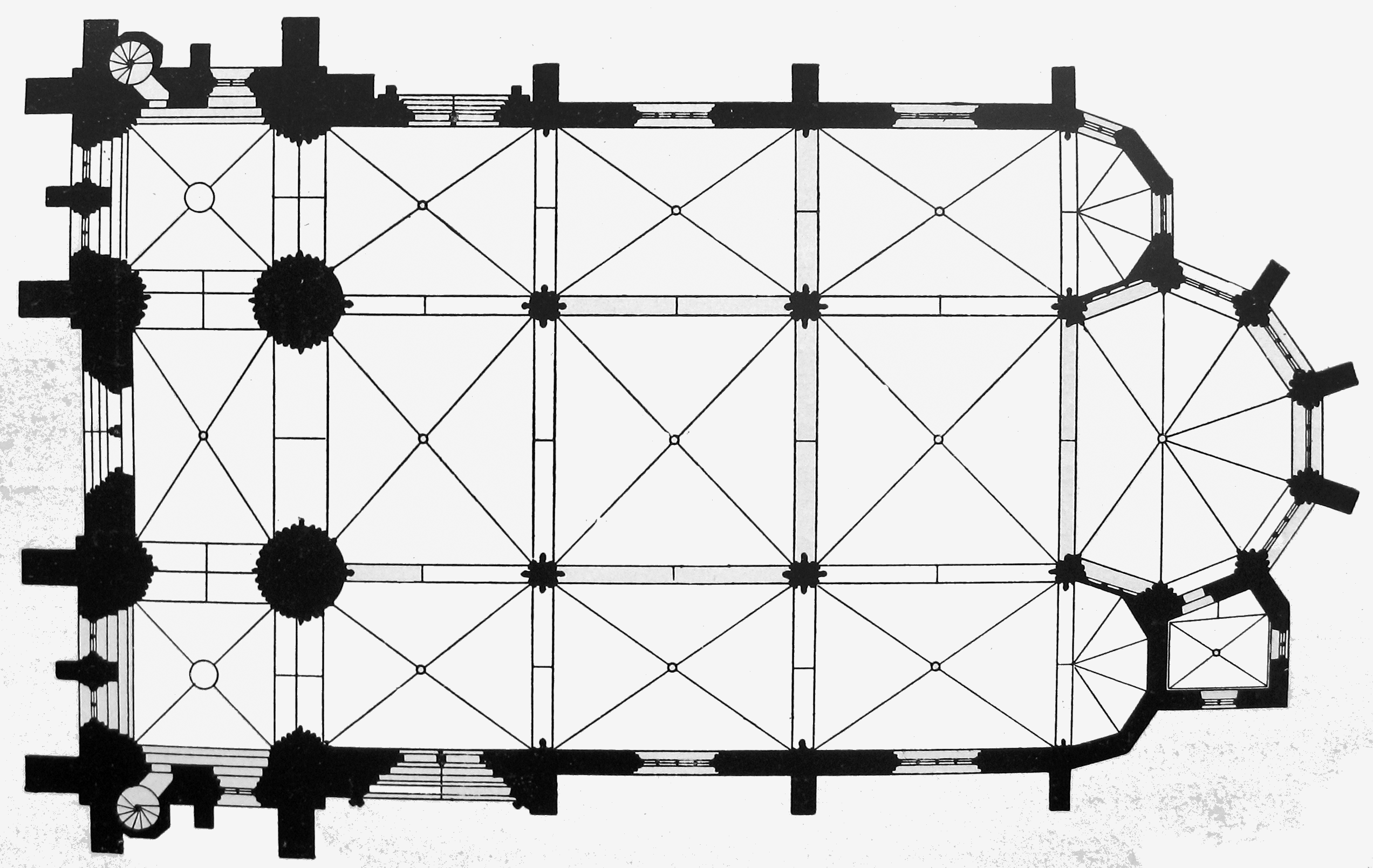
Planta

L'edificio fu costruito dal 1313 sul luogo dove esisteva una precedente chiesa in stile romanico, terminandolo intorno al 1420. Nel 1421 venne iniziata la costruzione delle due torri che si protrasse per lungo tempo, interrompendosi nel 1520 a 25 m di altezza, non arrivando a superare nemmeno la grondaia della navata.
Del 1846 al 1876, su finanziamento concesso dalla famiglia reale prussiana, tutto l'edificio fu rinnovato e le torri furono realizzate su progetto dell'architetto August Soller.
I danni provocati alla struttura a causa dei bombardamenti sulla Germania durante la seconda guerra mondiale vennero riparati fino al 1950.
Il materiale tipico utilizzato nella costruzione di tutte chiese di Soest è una pietra arenaria locale di colore verde, che però a causa dell'incremento dell'inquinamento si è rivelata deteriorabile dall'azione degli agenti atmosferici. Allo scopo di consolidate la struttura della facciata della chiesa di Santa Maria del Prato, dopo il 1987 il materiale originario venne sostituito con una pietra da Obernkirchen, di colore grigio ma più resistente nel tempo.

## Storia della parrocchia
Nel 1530 la riforma protestante introdusse il nuovo culto nella parrocchia di Santa Maria del Prato che fu affidata alla gestione del monaco domenicano Thomas Borchwede.
Nel 1822 la comunità della parrocchia si fuse con quella della chiesa di San Giorgio, che fu demolita.
Oggi molte funzioni sono celebrate congiuntamente alla parrocchia della Chiesa di Santa Maria dell'Altura („Hohnekirche“).

## Galleria d'immagini

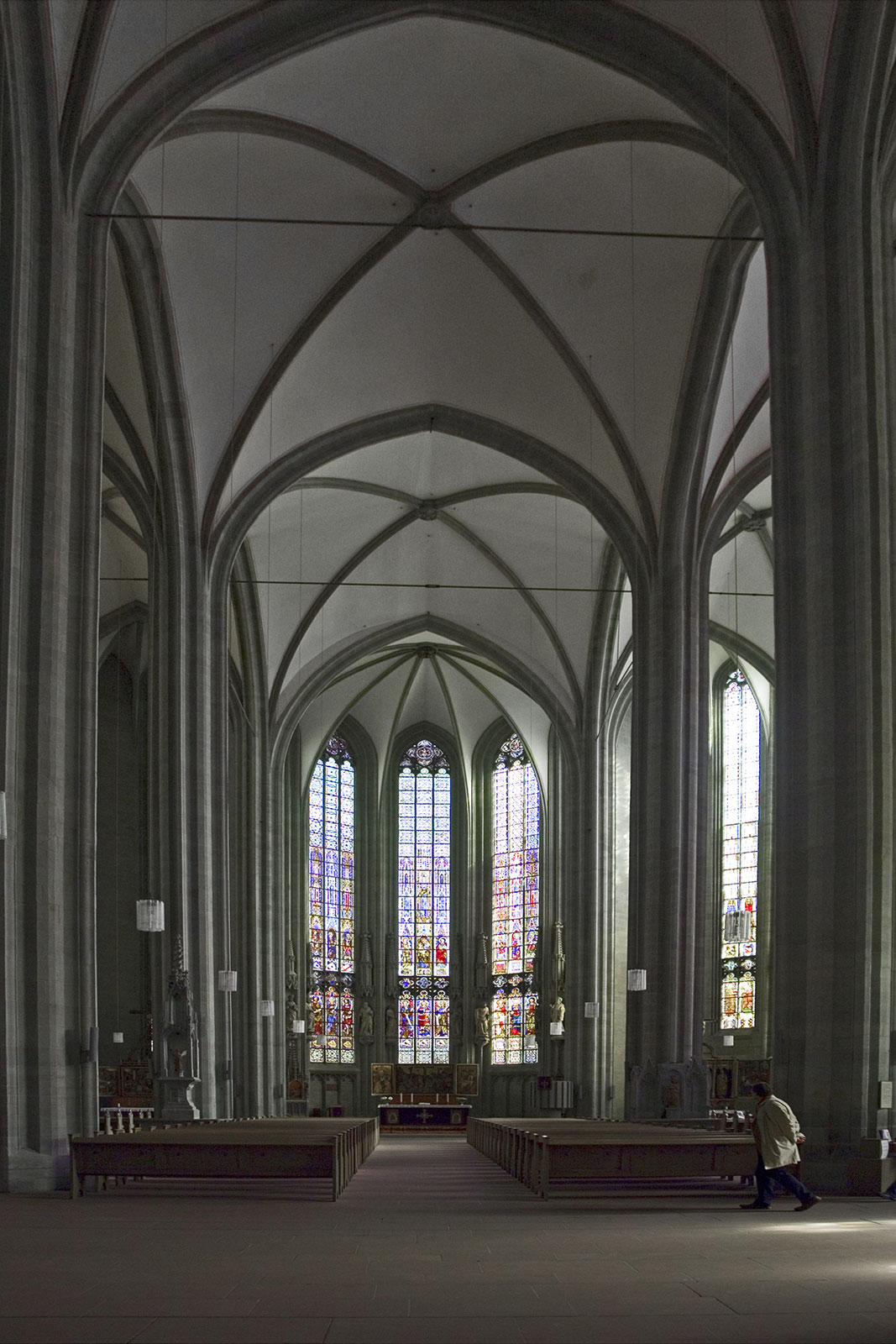
Interno
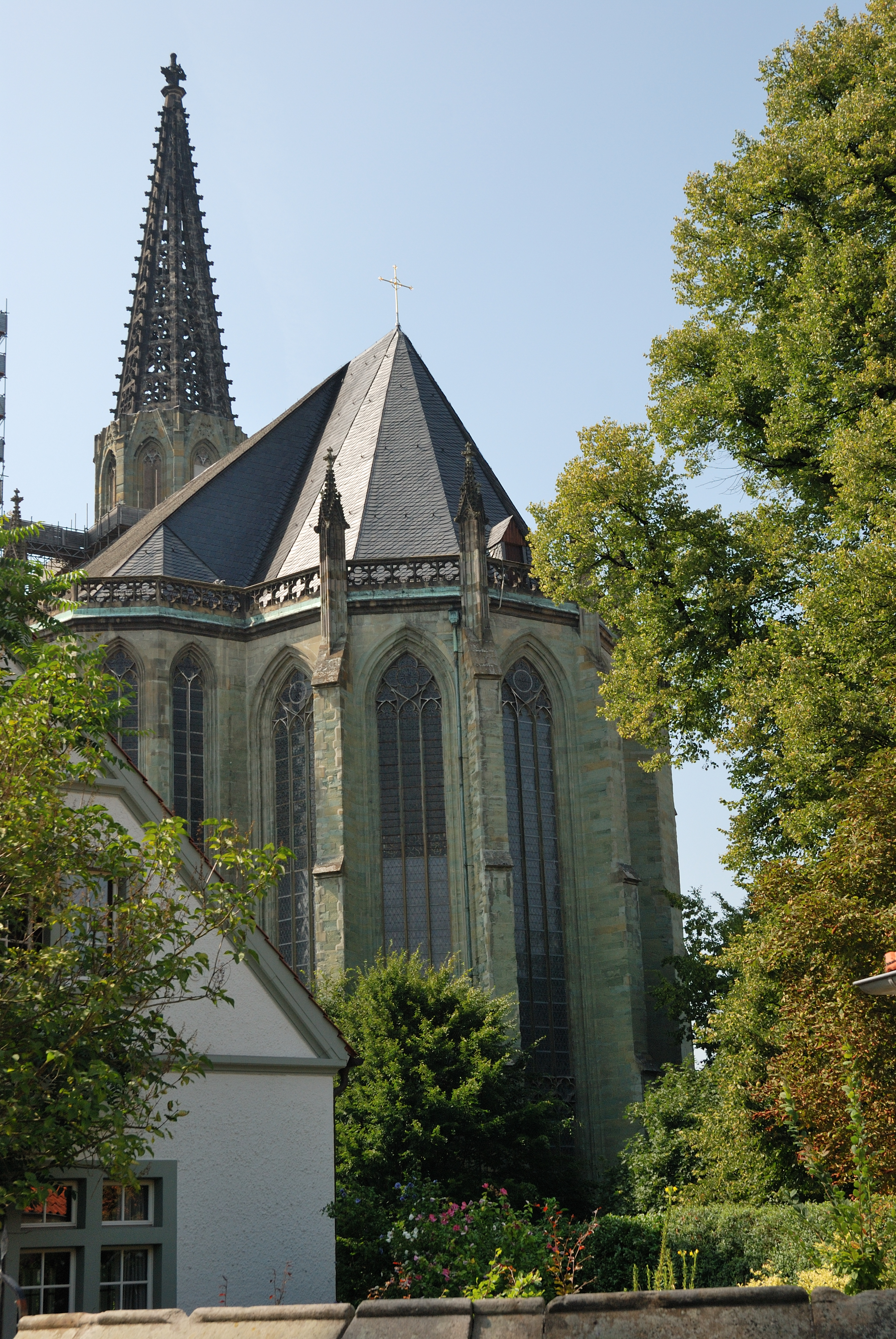
Absidi
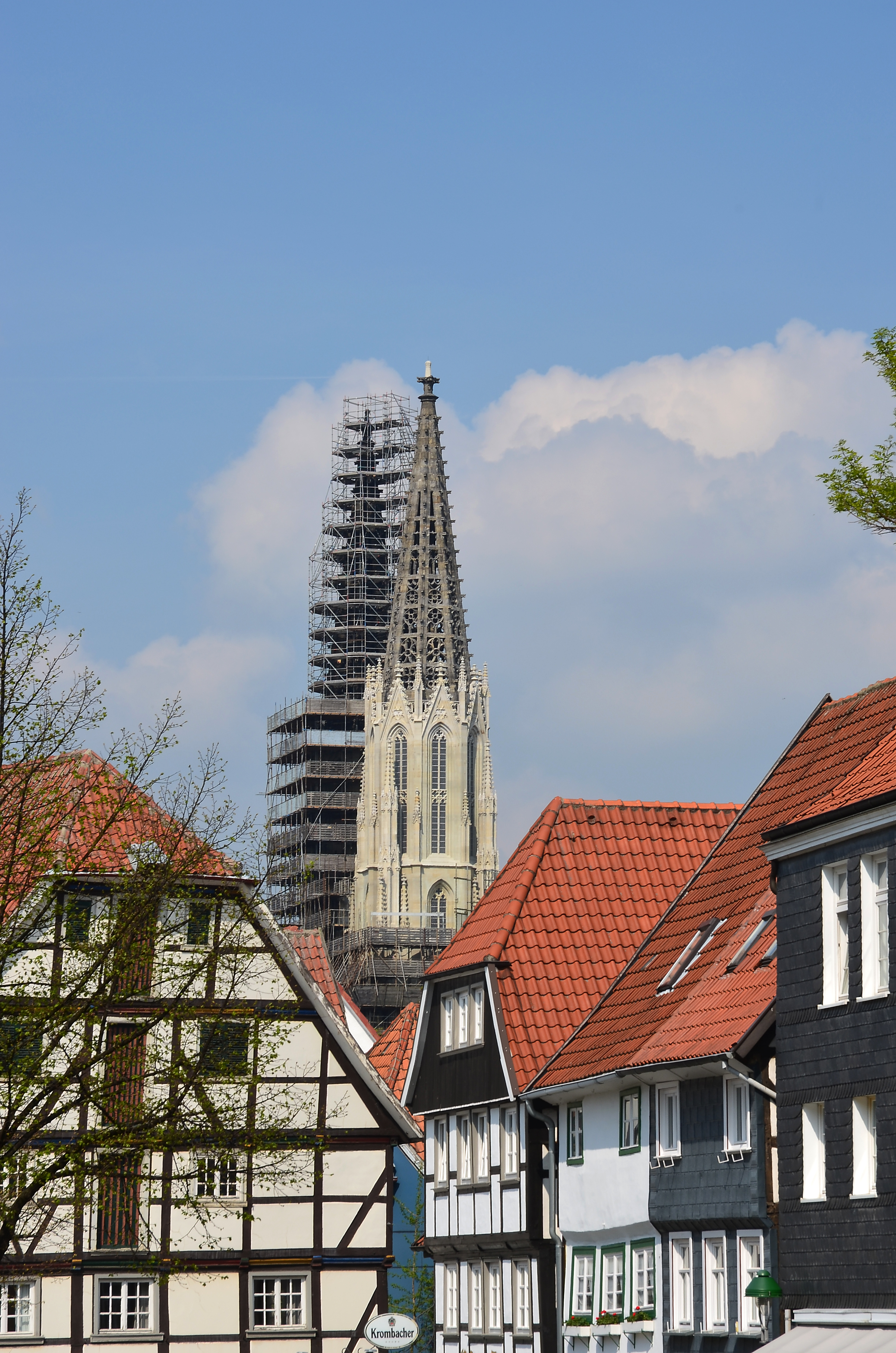
Torri